# Monaster Świętego Ducha w Tupiczewszczyźnie
Monaster Świętego Ducha – prawosławny klasztor w majątku Tupiczewszczyzna nad Werchwą (ob. w granicach administracyjnych Mścisławia), istniejący od 1641 do 1918.
Monaster został ufundowany w czerwcu lub 24 lipca 1641 przez braci Filona, Samuela i Marcina Maskiewiczów, synów Konstantego Maskiewicza, właściciela majątku Tupiczewszczyzna. Spełnili oni tym samym życzenie swojego ojca. Celem fundacji było upamiętnienie objawienia Tupiczewskiej Ikony Matki Bożej. Konstanty Maskiewicz był jego świadkiem i ufundował na cześć tego wydarzenia drewnianą cerkiew Świętego Ducha, przy której utrzymywał czternastu duchownych prawosławnych.  Zgodnie z poleceniem ojca bracia Maskiewiczowie w akcie fundacyjnym zastrzegli, że nowy monaster ma pozostawać w jurysdykcji patriarchów Konstantynopola, a także podlegać administracyjnie Monasterowi Kuteińskiemu. Innym dobroczyńcą monasteru był Bohdan Stetkiewicz, który w październiku 1641 przekazał mnichom plac i dom w Mścisławiu, a następnie wzniósł na przekazanej parceli cerkiew filialną klasztoru oraz szkołę.
1 października 1645 metropolita kijowski Piotr Mohyła oraz biskup mścisławski i mohylewski Sylwester Kossów wyświęcili nową cerkiew Świętego Ducha w kompleksie monasterskim. W monasterze znajdował się bogaty księgozbiór. Głównym przedmiotem kultu w klasztorze była Tupiczewska Ikona Matki Bożej, czczona w szczególności na ziemi mohylewskiej i smoleńskiej. Był to jeden z najbardziej szanowanych wizerunków maryjnych wśród prawosławnych w I Rzeczypospolitej w XVII i XVIII w..
Klasztor był kilkakrotnie napadany przez szlachtę wyznania katolickiego (obydwu obrządków), a mnisi nakłaniani do przyjęcia unii brzeskiej. Nigdy jednak do tego nie doszło i monaster pozostawał jednym z najważniejszych ośrodków prawosławia na ziemi mohylewskiej i mścisławskiej. W latach 1706 i 1708 car Piotr I pisał do władz polskich, żądając zaprzestania czynienia krzywd mnichom monasteru, zaś w 1708 osobiście gościł w klasztorze i przekazał mu ofiarę pieniężną i dary w postaci szat liturgicznych oraz ksiąg. Mnisi poprosili wówczas cara o protegowanie ich wspólnoty przed polskim królem. W 1718 monaster zamieszkiwało 14 mnichów. Dziewięć lat później Świątobliwy Synod Rządzący Rosyjskiego Kościoła Prawosławnego udzielił przełożonemu monasteru Świętego Ducha zezwolenia na przyjazd do Rosji i przeprowadzenie zbiórki darów na jego rzecz. W 1771 na terenie monasteru wzniesiono cerkiew św. Mikołaja oraz kaplicę Wprowadzenia Matki Bożej do Świątyni.
Klasztor funkcjonował nadal po rozbiorach Polski. Po 1873 jego sytuacja materialna uległa znaczącemu pogorszeniu. Ostatecznie w 1877 ostatni mnisi zostali przeniesieni do monasteru Narodzenia Matki Bożej urządzonego w zarekwirowanym zakonowi karmelitów klasztoru w Białyniczach. Po dziewięciu latach w budynkach monasterskich w Tupiczewszczyźnie został otwarty klasztor żeński. W 1895 na jego terenie zbudowany został sobór Zaśnięcia Matki Bożej, w którym wystawiona dla kultu była Tupiczewska Ikona Matki Bożej. Mniszki zajmowały się prowadzeniem szpitala i ambulatorium, przy klasztorze działała także szkoła parafialna.
Monaster funkcjonował do 1918, gdy został zlikwidowany. Zabudowania klasztorne zostały zniszczone w latach 30. XX wieku, pozostałe obiekty spłonęły w czasie II wojny światowej.
W latach 1774–1784 przełożonym klasztoru był późniejszy biskup perejasławski Wiktor (Sadkowski).